# Marcha sobre Versalhes
A Marcha sobre Versalhes, também conhecida como Marcha das Mulheres a Versalhes, Jornadas de Outubro ou Marcha de Outubro, foi um dos mais significativos acontecimentos no primeiro ano da Revolução Francesa. O evento teve início entre mulheres dos mercados de Paris que, na manhã de 5 de outubro de 1789, protestavam contra o alto preço e a escassez do pão.
As manifestantes rapidamente se uniram aos revolucionários que exigiam reformas políticas liberais e uma monarquia constitucional para a França. Logo, uma multidão de milhares de cidadãos parisienses, encorajados pelos agitadores revolucionários, saqueou o arsenal de armas da cidade e marchou para o Palácio de Versalhes. A multidão sitiou o palácio e, num confronto dramático e violento, conseguiu impor suas exigências ao rei Luís XVI. No dia seguinte, os manifestantes obrigaram o rei, sua família e os membros da Assembleia a voltar com eles para Paris.
Estes eventos marcaram, efetivamente, o fim da autoridade real. A marcha simbolizou um novo equilíbrio de poder que deslocou a antiga ordem de privilégios da aristocracia e favoreceu o chamado Terceiro Estado. Unindo pessoas de diferentes vertentes, a marcha tornou-se um dos fatores decisivos da revolução.

## Antecedentes

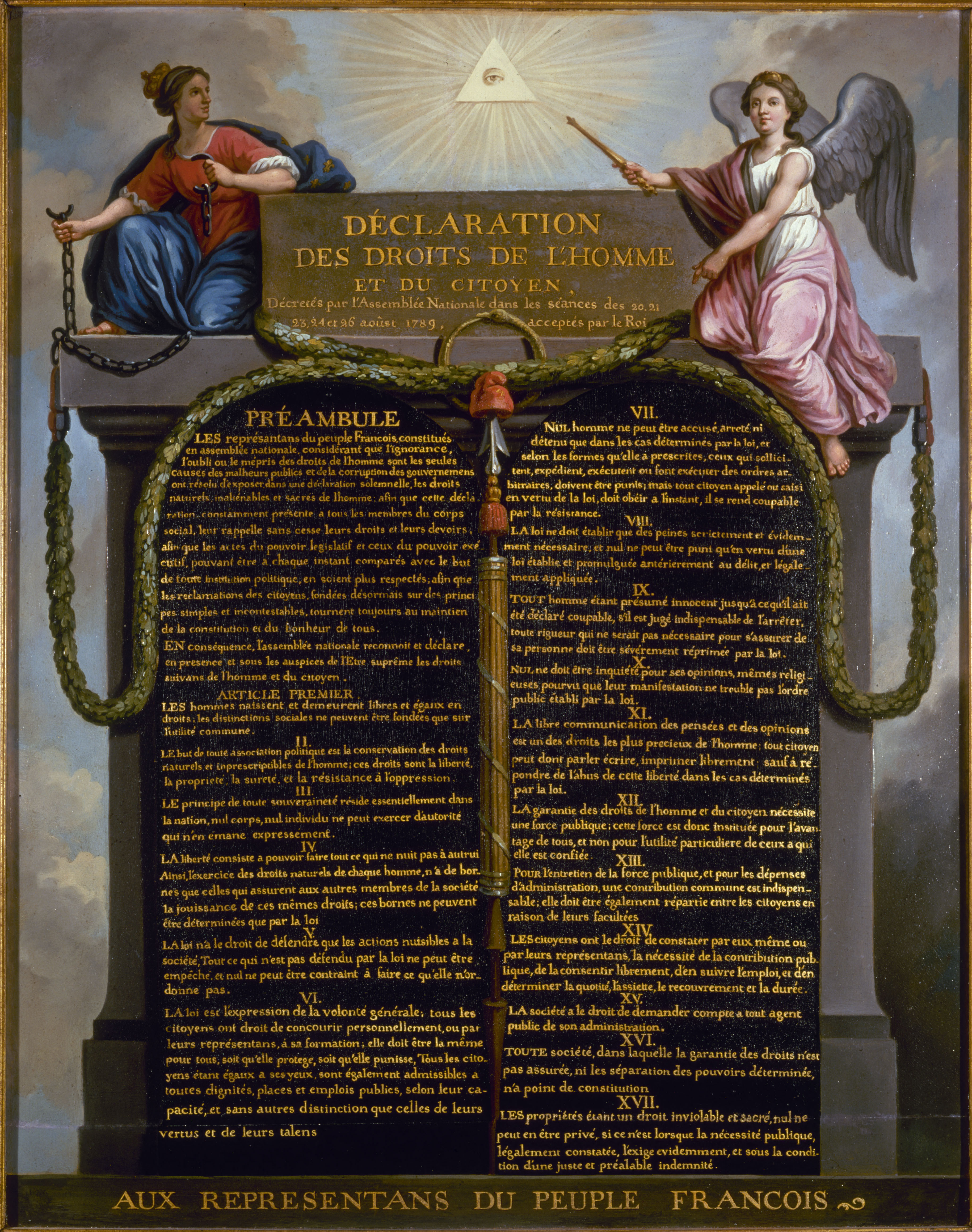
Os decretos revolucionários aprovados pela Assembleia em agosto de 1789 culminaram com a Declaração dos Direitos do Homem e do Cidadão

Quando a journée de outubro aconteceu, a década revolucionária da França (1789-1799) mal havia começado e o período de violência ainda não havia atingido seu auge. A tomada da Bastilha ocorrera menos de três meses antes e a visão romântica de uma revolta armada cativou a imaginação popular. Empolgados com o poder recém-descoberto, os cidadãos comuns da França — abundantes, especialmente em Paris — sentiram um súbito desejo de participar da política e do governo. A parcela mais pobre da população preocupava-se grandemente com a questão dos alimentos, visto que a maior parte dos trabalhadores gastava quase metade de seus rendimentos comprando pão. No período pós-Bastilha, a inflação galopante e a grave escassez de alimentos tornaram-se comuns em Paris, assim como os episódios de violência nos mercados.
A corte e os deputados da Assembleia Nacional Constituinte estavam reunidos na confortável residência da cidade real de Versalhes, onde debatiam mudanças significativas no sistema político francês. Deputados reformistas conseguiram aprovar uma legislação abrangente nas semanas que se seguiram à queda da Bastilha, incluindo os revolucionários "Decretos de Agosto" (que aboliram formalmente os privilégios da nobreza e do clero) e a Declaração dos Direitos do Homem e do Cidadão. Naquele momento, sua atenção estava voltada para a criação de uma constituição permanente. Monarquistas e conservadores de todos os graus tinham sido, até então, incapazes de resistir à intensa resistência dos reformistas, mas em setembro suas posições começaram, ainda que minimamente, a melhorar. Durante as negociações constitucionais eles conseguiram garantir o poder de veto legislativo do rei. Com a discordância ferrenha dos reformistas, o processo ficou comprometido.
A tranquila Versailles, sede do poder real, era um ambiente sufocante para os reformistas, cujo principal reduto estava em Paris (distante cerca de 21 km a nordeste). Eles tinham conhecimento de que os mais de quatrocentos deputados monarquistas tentavam transferir a Assembleia para a distante Tours, cidade mais refratária aos esforços reformistas que Versalhes. Muitos temiam que o rei, encorajado pela crescente presença das tropas reais, pudesse dissolver a Assembleia ou revogar os "Decretos de Agosto". De fato, Luís XVI teria considerado essas possibilidades e, ao aprovar formalmente, em 18 de setembro, apenas parte dos decretos, terminou por indignar os deputados. Acirrando ainda mais os ânimos, o rei declarou, em 4 outubro, que tinha reservas em relação à Declaração dos Direitos do Homem.

### Planos iniciais
Apesar da "mitificação" pós-revolucionária, a marcha não foi um evento espontâneo, pois já haviam sido feitas inúmeras convocações para uma manifestação em massa em Versalhes: o marquês de Saint-Huruge, um dos mais populares oradores do Palais-Royal, havia proposto uma marcha em agosto, para expulsar os deputados obstrucionistas que, segundo ele, estavam a proteger o poder de veto do rei. Apesar de seus esforços terem sido frustrados, os revolucionários continuaram a cultivar a ideia de uma marcha sobre Versalhes para obrigar o rei a aceitar as leis da Assembleia. No Palais-Royal, os oradores mencionaram frequentemente esses planos ao longo do mês seguinte, gerando suspeitas sobre seu titular, Luís Filipe II, duque de Orléans. Logo, o assunto chegou às ruas e também às páginas do Mercure de France. Uma inquietação ameaçadora estava no ar, levando muitos nobres e estrangeiros a fugirem daquela atmosfera opressiva.

### O banquete real
Após o motim dos Gardes-Françaises, imediatamente antes da tomada da Bastilha, as únicas tropas disponíveis para a segurança do Palácio de Versalhes eram o aristocrático Garde du Corps e os Cent-Suisses. Ambas as unidades tinham funções basicamente cerimoniais, sem contingente nem treinamento para oferecer uma proteção eficaz à família real e ao governo. Assim, o Régiment de Flandres (regimento de infantaria regular do exército real) foi designado para Versalhes, em fins de setembro de 1789, pelo ministro da guerra, o conde de Saint-Priest, como medida de precaução. Em 1 de outubro, os oficiais que serviam em Versalhes ofereceram um banquete de boas-vindas aos novos oficiais (prática comum entre os militares quando da mudança de guarnições). A família real prestigiou brevemente o evento, caminhando por entre as mesas dispostas na casa de ópera do palácio. No cœur de marbre (pátio central) os brindes dos soldados e os juramentos de fidelidade ao rei cresciam conforme a noite avançava.
O generoso banquete soou como uma afronta aos mais necessitados, sendo descrito pelo L'Ami du peuple e por outros periódicos como uma orgia de glutões. Além disso, os noticiários enfatizavam com desdém a profanação da famosa roseta tricolor: oficiais bêbados teriam sapateado sobre este símbolo da nação e jurado lealdade exclusivamente ao laço branco da Casa de Bourbon. Essa versão fantasiosa do banquete real gerou uma intensa indignação pública.

## Início da marcha

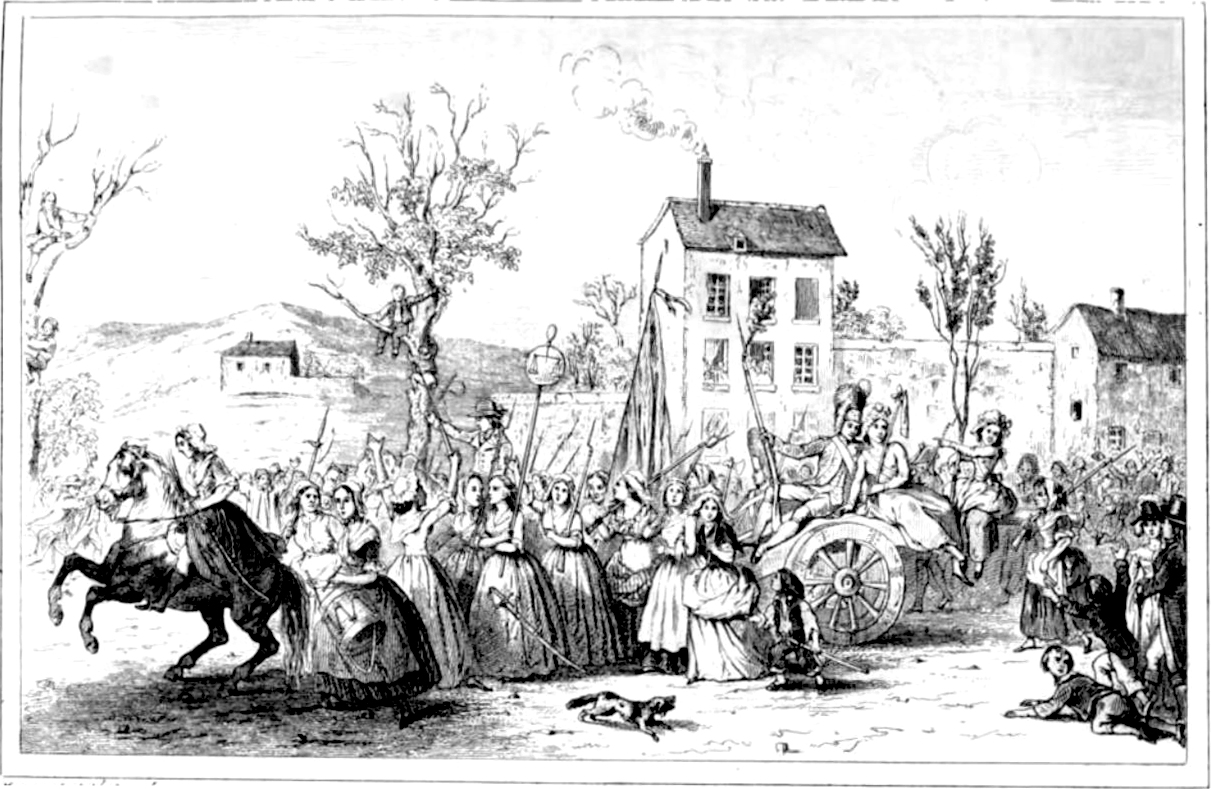
Mulheres são saudadas pela multidão em sua marcha para Versalhes

Na manhã de 5 de outubro, diante do mercado, uma jovem batia um tambor à frente de um grupo de mulheres enfurecidas pela escassez de víveres e pelo alto preço do pão. Dirigindo-se aos mercados do lado leste de Paris, então conhecido como Faubourg Saint-Antoine, o grupo obrigou uma igreja próxima a tocar seus sinos. Mais mulheres de outros mercados próximos se juntaram às manifestantes, muitas delas munidas de facas de cozinha e outras armas improvisadas, e a marcha teve início. Em vários distritos, os sinos das igrejas soavam incessantemente. Orientada por grupos de agitadores, a multidão convergiu para o Hôtel de Ville, onde exigiram pão e armas. Com a chegada de mais mulheres e homens, a multidão em frente à prefeitura somava entre seis e sete mil, chegando mesmo a ser estimada em dez mil pessoas.
Um dos manifestantes era o audacioso Estanislau Maillard, um proeminente vainqueur de la Bastille, que, agarrando seu próprio tambor, incitava o povo gritando: "a Versalhes!" Maillard era uma figura popular entre as mulheres do mercado e acabou sendo reconhecido como uma espécie de liderança do movimento. Embora seja pouco provável que primasse pelo cavalheirismo, Maillard ajudou a reprimir, pela força do caráter, os piores instintos da multidão, chegando mesmo a resgatar o intendente do hotêl, o abade Lefèvre, que se havia amarrado a um poste de luz para tentar proteger os armazéns. O hotêl foi saqueado pela multidão, que apossou-se das provisões e armas disponíveis, mas Maillard ajudou a evitar que incendiassem o prédio. Após algum tempo, a atenção dos manifestantes voltou-se para Versalhes e eles voltaram a ocupar as ruas. Maillard designou algumas mulheres como líderes do grupo, ordenou a multidão e conduziu a todos para fora da cidade em plena chuva.
Quando os manifestantes saíram, milhares de homens da Guarda Nacional, sabedores dos acontecimentos, passaram a agrupar-se na Place de Grève. O marquês de La Fayette, seu comandante-em-chefe em Paris, descobriu, horrorizado, que seus soldados eram amplamente favoráveis à marcha e que estavam sendo incentivados a juntarem-se à multidão. Mesmo sendo um dos maiores heróis de guerra da França, La Fayette não conseguiu dissuadir suas tropas, que ameaçavam desertar. Antes que isso acontecesse, o governo parisiense orientou La Fayette a seguir à frente dos soldados para Versalhes e a pedir ao rei que regressasse voluntariamente a Paris para satisfazer ao povo. Após enviar um cavaleiro para alertar Versalhes, La Fayette passou a acompanhar o motim de perto. Ele estava ciente de que muitos deles declararam abertamente que iriam matá-lo, caso não aderisse ao movimento ou tentasse impedi-los de seguir. Às quatro horas da tarde, quinze mil guardas, com outros milhares de civis retardatários, partiram para Versalhes. Relutante, La Fayette tomou seu lugar à frente da coluna, na esperança de proteger o rei e manter a ordem pública.

## Objetivos da marcha
A fome e o desespero das mulheres do mercado foram o impulso inicial para a marcha, mas o que começou como uma busca por pão logo assumiu uma meta muito mais ambiciosa. O Hôtel de Ville abriu seus armazéns aos manifestantes, mas eles permaneciam insatisfeitos: não queriam apenas uma refeição, mas a garantia de que o pão voltaria a ser abundante e barato. A fome era um temor real e presente nos estratos mais baixos do Terceiro Estado, por isso, a população acreditou prontamente nos propagados rumores de uma "conspiração aristocrata" para matar os pobres de fome.
Ao mesmo tempo, havia um ressentimento generalizado contra as atitudes reacionárias dos círculos jurídicos que, mesmo antes dos tumultos provocados pelo famoso banquete, já vinha delineando os aspectos políticos da marcha. Incutia-se na multidão a ideia de que o rei devia demitir todos os seus guarda-costas e substituí-los por uma Guarda Nacional patriótica, linha de argumentação que teve uma boa acolhida entre os soldados de La Fayette.
Estes dois objetivos populares uniram-se em torno de um terceiro, inspirado grandemente pelos revolucionários: o rei e sua corte, bem como a Assembleia, deveriam transferir-se para Paris e residir entre o povo. Somente então os soldados estrangeiros seriam expulsos, o alimento seria farto e a França seria servida por um líder "em comunhão com o seu próprio povo". Certamente, tal plano empolgou a todos os segmentos da multidão. Mesmo aqueles que inocentemente apoiavam a monarquia (e eram muitos, especialmente entre as mulheres) achavam que a ideia de trazer para casa le bon papa era um plano bom e reconfortante. Para os revolucionários, eram prioritárias a preservação de sua recente legislação e a criação de uma constituição, e o confinamento do rei numa Paris reformista criaria o melhor ambiente possível para o sucesso da revolução.

## O cerco ao palácio

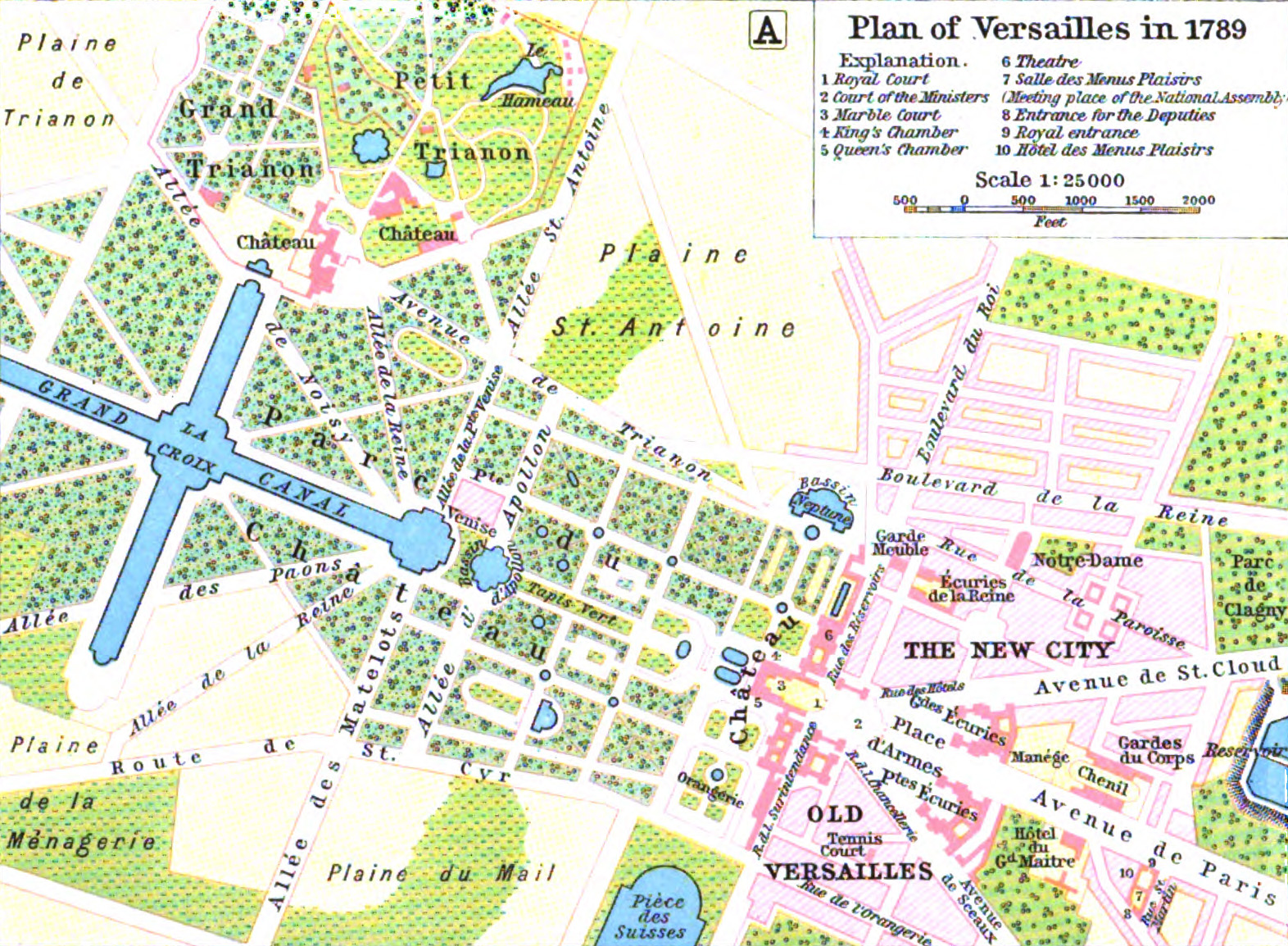
Mapa de Versalhes em 1789

A multidão percorreu a distância entre Paris e Versalhes em cerca de seis horas. Além do armamento improvisado eles também arrastavam vários canhões tomados do Hôtel de Ville. Barulhentos e enérgicos, eles recrutavam cada vez mais adeptos à medida que deixavam Paris. Em sua ambígua e agressiva gíria poissard, eles falavam entusiasticamente sobre trazer o rei de volta para casa. Menos carinhosos, entretanto, eram os termos usados para denominar a rainha, Maria Antonieta: tratada por "cadela" e "prostituta", muitos clamavam abertamente por sua morte.

### Ocupação da Assembleia
Quando a multidão finalmente alcançou Versalhes, foi recebida por outro grupo que se encontrava reunido nos arredores. Os membros da Assembleia saudaram os manifestantes e convidaram Maillard ao salão, onde ele fez críticas ao Regimento de Flandres e à falta de pão. Enquanto ele falava, os inquietos e exaustos parisienses entravam e descansavam nas bancadas dos deputados. Famintos, cansados e enlameados pela chuva, eles pareciam confirmar que o cerco nada mais era que uma simples exigência por alimento. Os deputados desprotegidos não tiveram outra escolha além de receber os manifestantes, que vaiaram a maioria dos oradores e exigiram ouvir o popular deputado reformista Mirabeau. Embora tenha declinado de falar, o grande orador misturou-se familiarmente às mulheres do mercado, tendo mesmo se ajoelhado para falar com uma delas. Alguns outros deputados também saudaram calorosamente os manifestantes, incluindo Maximilien de Robespierre (à época, uma figura relativamente obscura na política). Robespierre deu fortes demonstrações de apoio às mulheres e sua difícil situação, sendo recebido com grande apreço. Graças a ele, a hostilidade da multidão para com a Assembleia foi amenizada.

### A comitiva
Sem opções, o presidente da Assembleia, Jean Joseph Mounier, acompanhou uma comitiva de mulheres do mercado ao palácio para ver o rei. Um grupo de seis mulheres nomeadas pela multidão foram escoltadas até o apartamento de Luís XVI, onde lhe falaram das privações da multidão. O rei respondeu com simpatia e, usando todo seu charme, impressionou-as a tal ponto que uma delas desmaiou em seus pés. Após esse encontro breve mas agradável, foram tomadas medidas para distribuir algum alimento do armazém real e alguns manifestantes consideraram que seus objetivos haviam sido satisfatoriamente cumpridos. Com a chuva voltando a castigar Versalhes, Maillard e um pequeno grupo de mulheres do mercado marcharam triunfalmente de volta para Paris.
A maior parte da multidão, no entanto, permaneceu impaciente. Eles circulavam pelos jardins do palácio ouvindo rumores de que a comitiva de mulheres havia sido enganada e que a rainha iria inevitavelmente forçar o rei a quebrar todas as promessas feitas. Ciente dos perigos que o cercavam, Luís XVI discutia a situação com seus assessores. Por volta das seis horas da tarde, o rei fez um esforço tardio para tentar conter a insurreição crescente: anunciou que aceitaria os Decretos de Agosto e a Declaração dos Direitos do Homem sem restrições. Entretanto, nenhuma medida adequada para defesa do palácio foi tomada. A maior parte da Garde du Corps, que permanecera em armas durante várias horas na praça principal diante de uma multidão hostil, haviam se retirado para os fundos do parque de Versalhes. Nas palavras de um de seus oficiais: "Todos estavam sobrecarregados pelo sono e pelo desânimo; pensamos que estava tudo acabado." Isso deixou apenas o guarda-noturno de 61 anos responsável por todo o edifício.
Tarde da noite, as tochas dos soldados de La Fayette aproximaram-se pela Avenue de Paris. Deixando suas tropas, ele foi ter com o rei, anunciando-se gravemente com a declaração: "Vim para morrer aos pés de Vossa Majestade". Do lado de fora, corria uma noite apreensiva, com os soldados parisienses misturando-se aos manifestantes. Muitos na multidão denunciaram La Fayette como traidor, queixando-se de sua resistência em deixar Paris e da lentidão de sua marcha. Às primeiras luzes da manhã, a aliança entre os guardas nacionais e as mulheres era evidente e o vigor da multidão foi restaurado, retomando sua rudeza poissard.

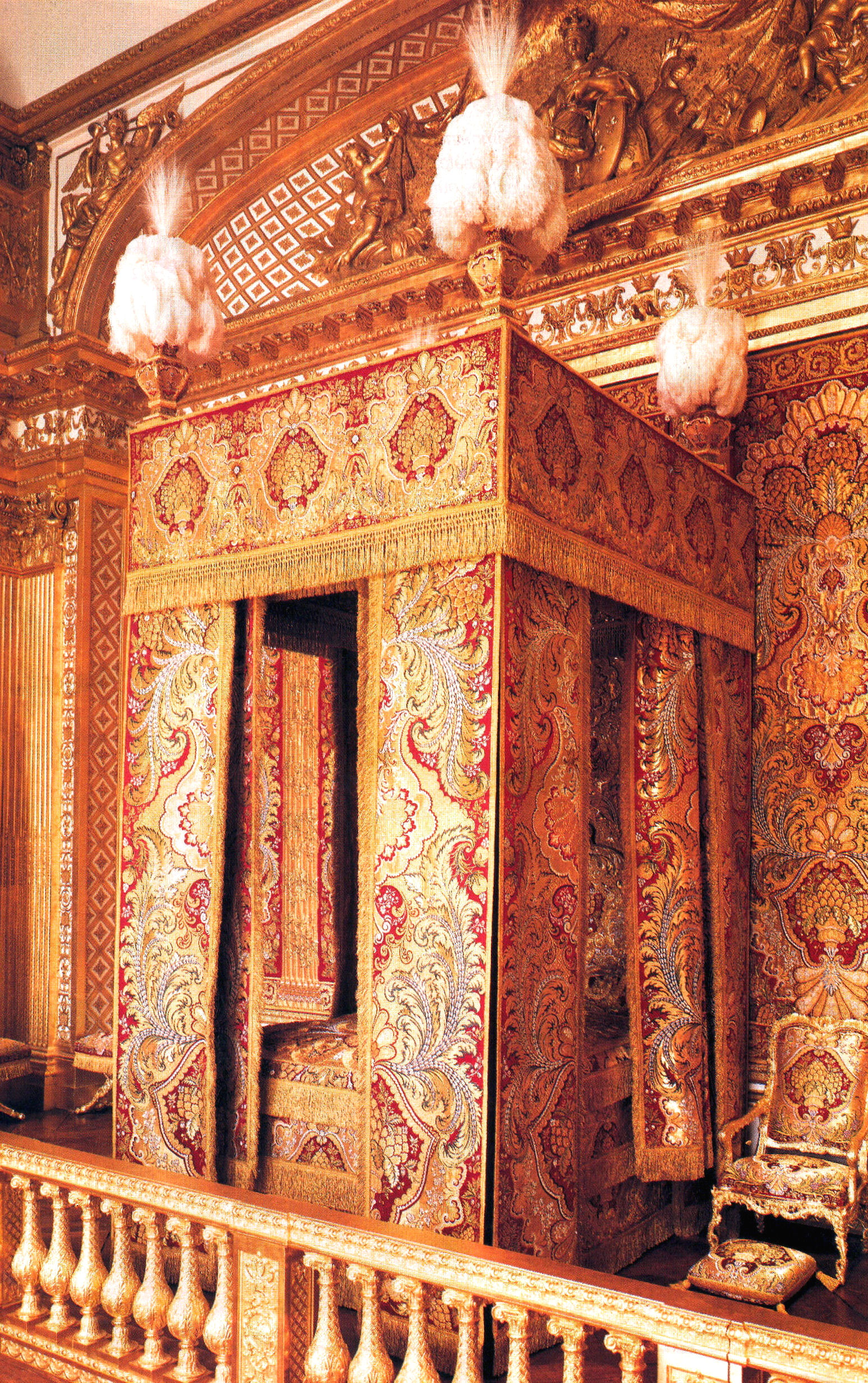
Aposentos do rei no palácio

### O ataque ao palácio
Por volta de seis horas da manhã, alguns dos manifestantes descobriram um pequeno portão do palácio que estava desprotegido. Entrando por ali, eles rapidamente procuraram pelo quarto de dormir da rainha. Os guardas reais correram por todo o palácio, trancando portas e erguendo barricadas nos corredores; outros, postados no Cour de marbre, dispararam suas armas contra os intrusos, matando um jovem manifestante. Enfurecidos, os demais conseguiram abrir uma brecha entre os soldados e entrar.
Dois guardas especialmente corajosos, Miomandre e Tardivet, tentaram enfrentar a multidão, mas foram dominados.  A violência transformou-se em completa selvageria quando a cabeça de Tardivet foi arrancada e espetada em um pique. Os espancamentos e os gritos encheram os salões próximos aos aposentos da rainha que, descalça, correu com suas damas de companhia até o quarto do rei, mas o intenso barulho tornava suas insistentes batidas na porta trancada praticamente inaudíveis. Maria Antonieta e suas aias conseguiram adentrar os aposentos a tempo de não serem vistas pelos manifestantes.
O caos continuou e outros guardas reais foram encontrados e espancados; ao menos mais um foi morto e também teve sua cabeça espetada no topo de um pique. Finalmente, a fúria do ataque diminuiu o suficiente para permitir uma comunicação entre os ex-Gardes-Françaises, então membros da Guarda Nacional de La Fayette, e os membros do Gardes du corps. Com a intervenção do marquês, e para alívio da realeza, os dois conjuntos de soldados se reconciliaram e uma tênue paz foi criada dentro do palácio.

### A intervenção de La Fayette

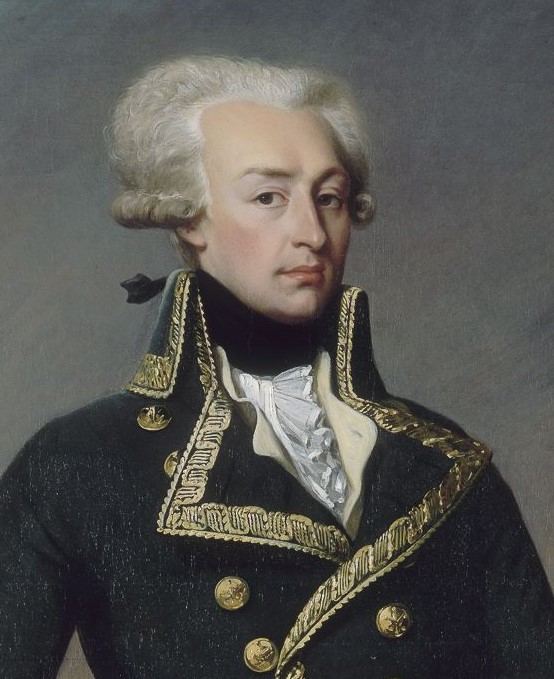
O Marquês de La Fayette

Embora os combates tivessem cessado e os dois comandos de tropa tivessem evacuado o palácio, a multidão ainda permanecia nos jardins. Mas, à essa altura, as fileiras do Régiment de Flandres e dos Montmorency-Dragons já estavam no local e dispostos a agir contra o povo. La Fayette, que havia conseguido a gratidão da corte, convenceu o rei a falar à multidão. Quando os dois homens mostraram-se em uma das sacadas, um grito inesperado surgiu entre os manifestantes: "Vive le Roi!" O rei, aliviado, transmitiu brevemente sua vontade de retornar a Paris, acedendo "ao amor de meus súditos bons e fiéis". Enquanto a multidão aplaudia, um eufórico La Fayette fixou o laço tricolor no chapéu do guarda-costas mais próximo do rei.
Quando o rei se retirou, a multidão exigiu a presença da rainha, que foi trazida por La Fayette acompanhada de seus filhos (delfim Luís e Maria Teresa). A multidão gritou ameaçadoramente para que as crianças fossem levadas para dentro e tudo indicava que uma tragédia regicida estava prestes a acontecer. No entanto, como a rainha se apresentasse num misto de vulnerabilidade e serenidade, com as mãos cruzadas sobre o peito, a multidão (de onde sobressaíam alguns mosquetes apontados na direção de Maria Antonieta) aquietou-se. Astutamente, La Fayette esperou até que a fúria dos manifestantes se extinguisse para, com grande pompa, ajoelhar-se reverentemente e beijar sua mão. A multidão respondeu com um respeito mudo e muitos gritaram uma saudação que há muito ela não ouvia: "Vive la Reine!"

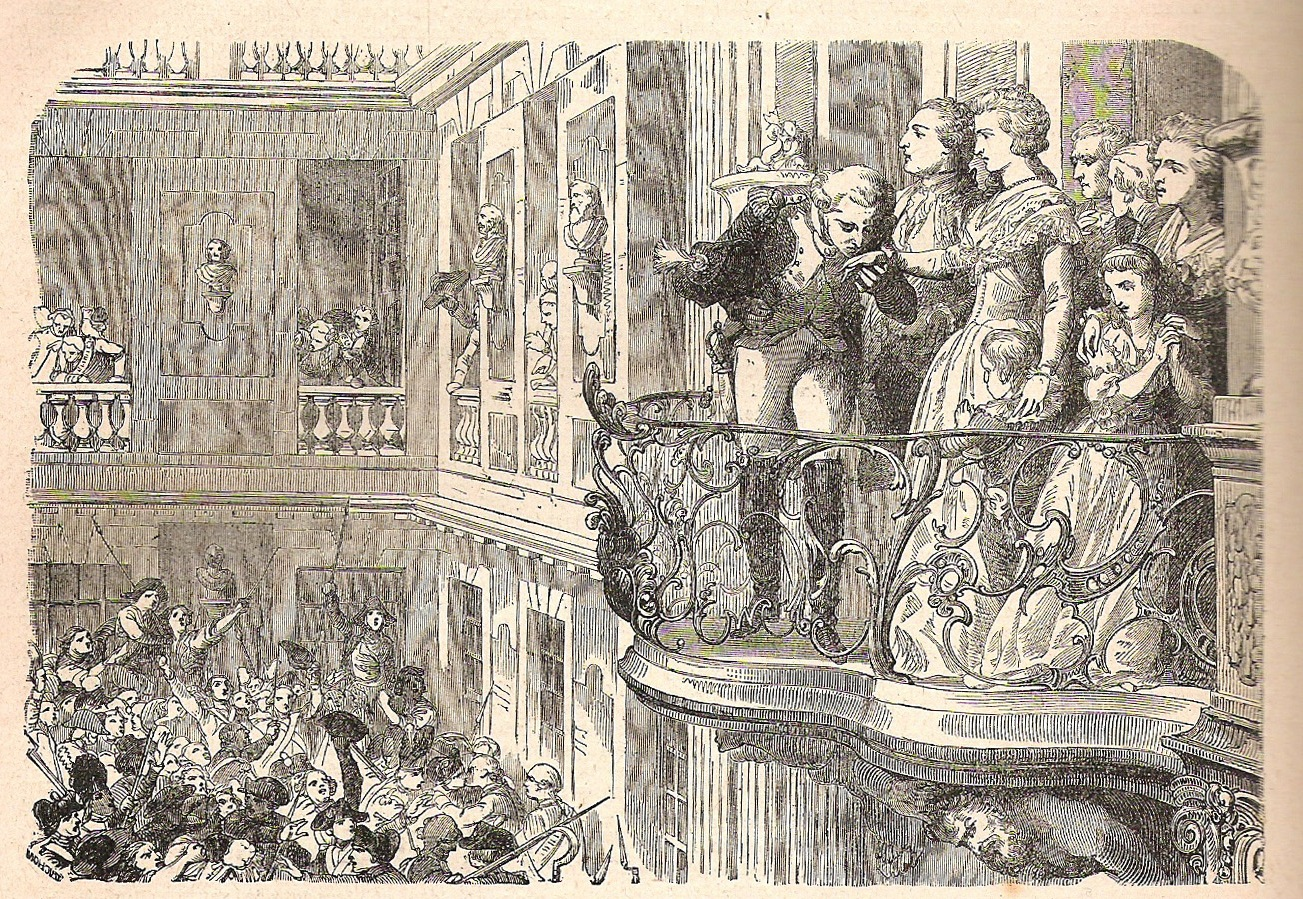
La Fayette na sacada do palácio com Maria Antonieta

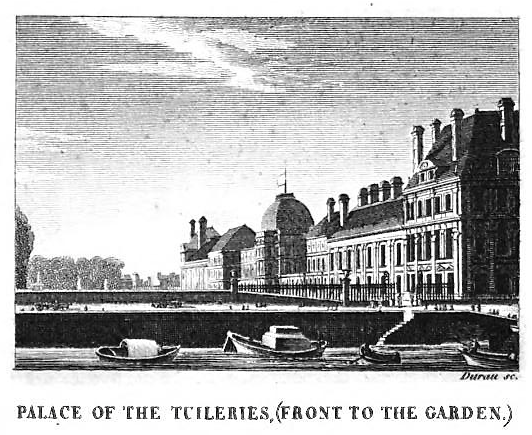
O Palácio das Tulherias, situado às margens do Sena, era uma residência escura e desconfortável à família real

A boa vontade gerada por essa surpreendente reviravolta nos acontecimentos terminou por contornar a situação, embora, para muitos observadores, as cenas da sacada não tenham passado de mero teatro. No entanto, apesar de satisfeitos com as demonstrações reais, os manifestantes insistiam para que o rei retornasse com eles para Paris.

### O retorno a Paris
Por volta de uma hora da tarde de 6 de outubro de 1789, a imensa multidão acompanhou a família real e um grupo de cem deputados de volta à capital, com os soldados da Guarda Nacional à frente. No momento, a massa de pessoas já havia crescido para mais de 60 mil e a viagem de volta levou cerca de nove horas. O cortejo, por vezes, tomava ares de uma reunião festiva, com soldados espetando pães na ponta de suas baionetas para servir ao povo e mulheres do mercado montando alegremente sobre os canhões capturados. No entanto, mesmo que a multidão cantarolasse gracejos sobre seu "Bon Papa", sua mentalidade violenta não podia ser subestimada: tiros comemorativos sobrevoavam a carruagem real e alguns manifestantes ainda traziam as cabeças dos soldados abatidos em Versalhes espetados em piques. Uma sensação de vitória sobre o Antigo Regime impregnava os manifestantes, que acreditavam que o rei estava, desde então, totalmente a serviço do povo.
Ninguém entendeu isso tão visceralmente quanto o próprio rei. Depois de chegar ao degradado Palácio das Tulherias, abandonado desde o reinado de Luís XIV, perguntaram-lhe quais eram suas ordens, ao que ele respondeu com uma timidez incomum: "Cada qual se ajeite onde lhe aprouver!" Então, com uma pungência taciturna, ele pediu que lhe trouxessem da biblioteca uma biografia do deposto Carlos I de Inglaterra.

## Consequências
A maior parte dos membros restantes da Assembleia Nacional Constituinte transferiu-se para Paris duas semanas após o retorno do rei à capital. Em pouco tempo, todos encontravam-se instalados numa antiga escola de equitação, a Salle du Manège, localizada a apenas alguns passos das Tulherias. No entanto, alguns deputados e 56 monarchien permaneceram em Versalhes, temendo ações violentas por parte da população. Assim, os dias de outubro privaram a facção monarquista de uma representação significativa na Assembléia, uma vez que a maioria desses deputados retirou-se da cena política (muitos, como Mounier, fugiram do país).

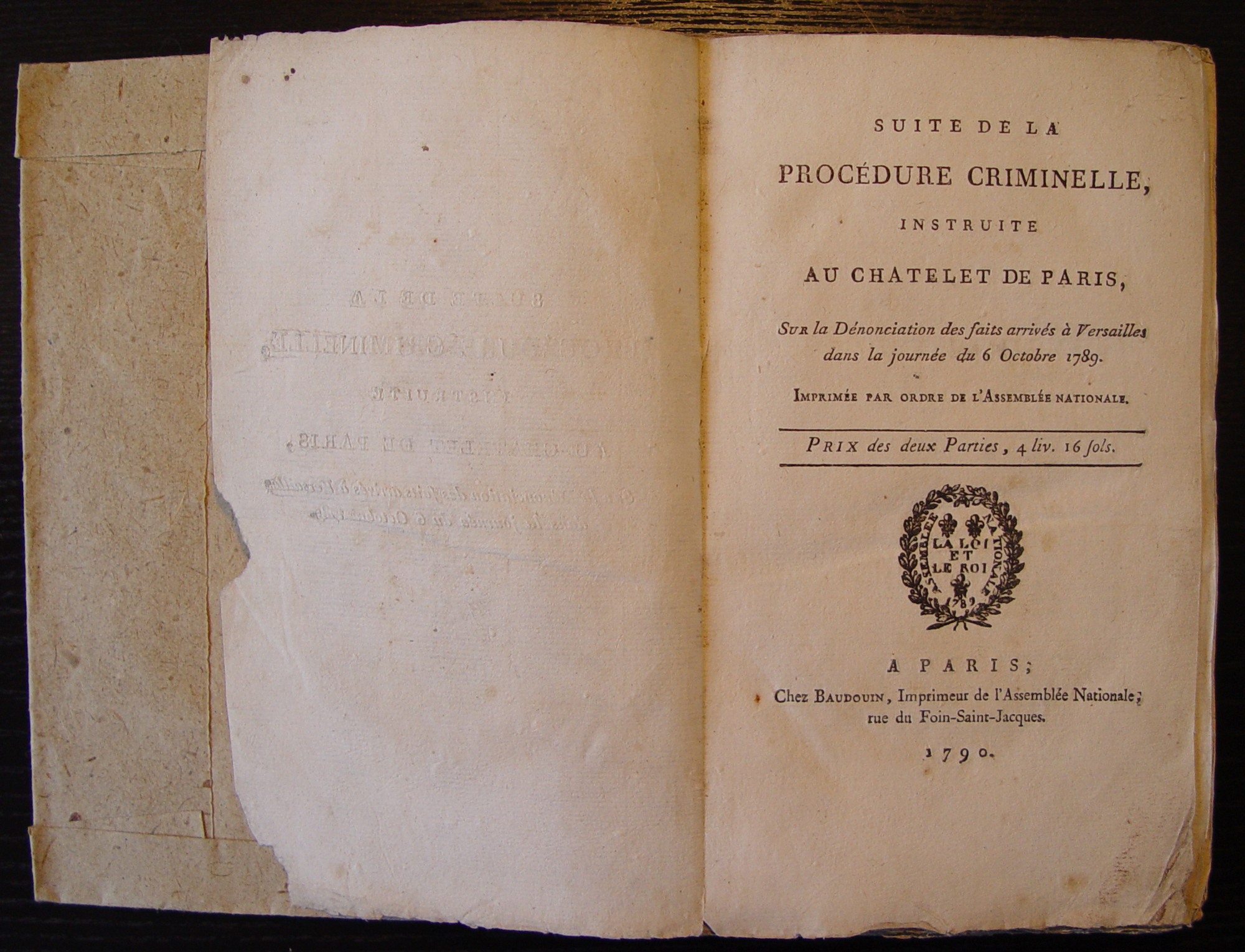
Processo judicial sobre os acontecimentos de 6 de outubro em Versalhes (Châtelet Paris, 1790)

Por outro lado, a apaixonada defesa de Robespierre à marcha elevou consideravelmente sua imagem junto ao público. O episódio conferiu-lhe um status heroico permanente entre as poissardes e popularizou a sua reputação de patrono dos pobres. Sua posterior ascensão (quando tornou-se um ditador da revolução) foi grandemente facilitada por suas ações durante a ocupação da Assembleia.
La Fayette, embora inicialmente aclamado, havia se aproximado demais do rei. À medida que a revolução progredia, ele foi perseguido pelos jacobinos e teve que fugir do país. Maillard retornou a Paris como herói e participou de vários journées posteriores, morrendo de tuberculose em 1794, aos 31 anos de idade. Para as mulheres de Paris, a marcha tornou-se fonte de apoteose na "hagiografia" revolucionária. As "Mães da Nação" receberam inúmeras homenagens após o seu regresso, sendo elogiadas e requisitadas por sucessivos governos de Paris nos anos seguintes.
O rei Luís XVI foi recebido oficialmente em Paris com uma respeitosa cerimônia presidida pelo prefeito Jean Sylvain Bailly. Seu retorno foi apontado como um momento decisivo da revolução, por alguns até como seu fim. Observadores otimistas, como Camille Desmoulins, declaravam que a França entraria finalmente numa nova época de ouro, com cidadãos renovados e uma monarquia constitucional popular. Outros foram mais cautelosos, como o jornalista Jean-Paul Marat, que escreveu:
"É fonte de grande regozijo para o bom povo de Paris ter seu rei entre eles mais uma vez. Sua presença irá muito rapidamente mudar a aparência das coisas e os pobres deixarão de morrer de fome. Mas essa felicidade logo desaparecerá como um sonho se não garantirmos que a permanência da família real em nosso meio dure até que a Constituição seja ratificada em todos seus aspectos. L'Ami du Peuple compartilha a alegria de seus queridos concidadãos, mas ele permanecerá sempre vigilante."
Seriam necessários quase dois anos, e outra intervenção popular, para que a primeira Constituição francesa fosse assinada, em 3 de setembro de 1791. Luís XVI tentou trabalhar no âmbito dos seus limitados poderes após a marcha das mulheres, mas teve pouco apoio e permaneceu com sua família como preso virtual nas Tulherias. Desesperado, tentou a fracassada fuga de Varennes, em junho de 1791. Na tentativa de fugir para juntar-se aos exércitos monarquistas, o rei foi novamente capturado por um grupo de cidadãos e de homens da Guarda Nacional, que o transportou de volta para Paris. Definitivamente em desgraça, Luís foi forçado a aceitar uma constituição que o despojava de seus poderes e status reais de forma mais radical que qualquer decreto anterior. Seu declínio culminaria com a morte na guilhotina, em 1793.

### Teoria da conspiração orleanista

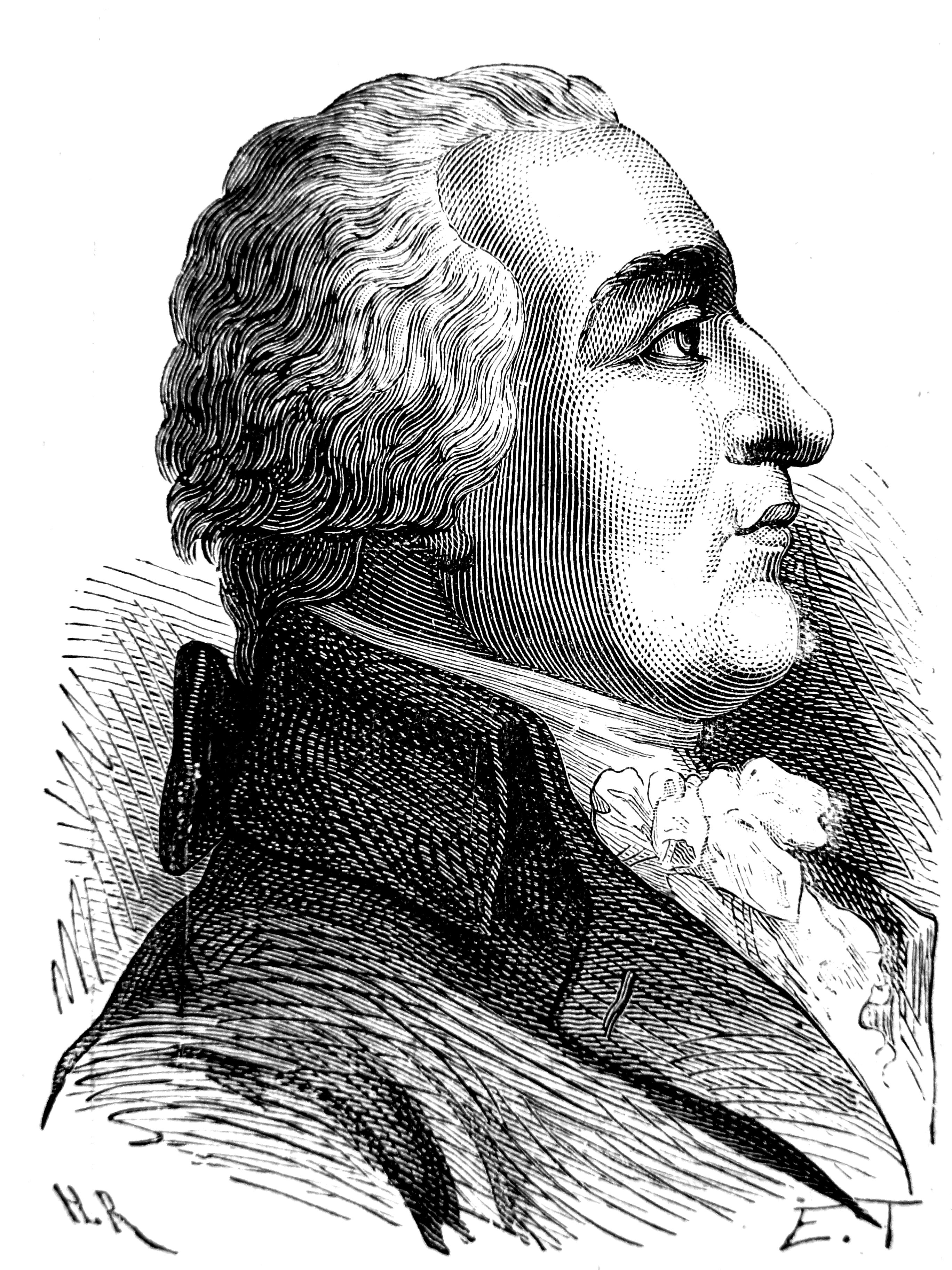
Luís Filipe II, duque de Orléans (1747-1793)

Enquanto a marcha estava em curso, muitos desconfiaram que Luís Filipe II, duque de Orléans tivesse alguma responsabilidade sobre o evento. Primo de Luís XVI, o duque foi um enérgico defensor da monarquia constitucional e não era segredo que ele sentia-se singularmente qualificado para ser rei em tal sistema. Apesar das denúncias de ações suas relativas à marcha não terem sido comprovadas, ele é considerado um instigador significativo dos acontecimentos. O duque certamente estava presente como um dos deputados da Assembleia e registros de seus contemporâneos dão conta de que ele caminhava entre os manifestantes à época do cerco, sorrindo calorosamente às saudações de "Eis nosso rei! Vida longa ao rei Orléans!" Muitos estudiosos acreditam que o duque pagou agentes provocadores para atiçar o descontentamento nos mercados e para unificar os protestos por pão com as exigências de trazer o rei de volta a Paris. Outros sugerem que, de alguma forma, ele teria coordenado com Mirabeau, então o estadista mais poderoso da Assembleia, uma manobra para usar os manifestantes em favor do avanço da agenda constitucionalista.
Também há quem afirme que a multidão foi guiada por importantes aliados orleanistas disfarçados em trajes femininos semelhantes aos das poissardes, como Antoine Barnave, Pierre Laclos e o duque d'Aiguillon. Porém, as principais histórias sobre a revolução descrevem qualquer possível envolvimento do duque como meramente acessória à ação e que os esforços oportunistas não criaram nem definiram a marcha sobre Versalhes. O duque foi investigado pela coroa por cumplicidade, mas nada foi comprovado. Ainda assim, a nuvem de suspeita foi suficiente para convencê-lo a aceitar a oferta de Luís XVI de uma conveniente missão diplomática no exterior. Retornando à França no verão seguinte, retomou seu lugar na Assembleia, onde tanto ele quanto Mirabeau foram oficialmente inocentados de qualquer delito em relação à marcha. Com o início do Terror, a linhagem real do Duque e sua alegada avareza foram os motivos que levaram os jacobinos a condená-lo à morte na guilhotina, em novembro de 1793.

## Legado
A marcha sobre Versalhes foi um evento primário da Revolução Francesa, com impacto semelhante ao da Tomada da Bastilha. Para seus herdeiros, o evento permaneceria como um exemplo inspirador, emblemático do poder dos movimentos populares. A ocupação das bancadas dos deputados na Assembleia criou um modelo para o futuro, uma espécie de previsão da oclocracia que, frequentemente, influenciaria os sucessivos governos parisienses. Mas a violenta invasão do palácio teve um significado bastante emblemático ao remover para sempre a aura de invencibilidade na qual a monarquia se camuflava. Ela marcou o fim da resistência do rei (que não faria novas tentativas para rechaçar a revolução) à corrente reformista. Como um historiador declarou, foi "uma derrota da qual a realeza jamais se recuperou."

## Leitura complementar
- Kennedy, Emmet. A Cultural History of the French Revolution. USA: Yale University Press, 1989. ISBN 0-300-04426-7.
- Michelet, Jules. History of the French Revolution. Bradbury & Evans, 1833. OCLC 1549716.
- Stephens, Henry Morse. A History of the French Revolution, Volumes 1–2. New York: Charles Scribner's Sons, 1891. OCLC 504617986.

## Nota
- Este artigo foi inicialmente traduzido, total ou parcialmente, do artigo da Wikipédia em inglês cujo título é «The Women's March on Versailles», especificamente desta versão.